# Волков, Александр Александрович (1901)
Алекса́ндр Алекса́ндрович Во́лков (1901—1954) — советский военачальник, полковник (1938, 1943).

## Биография
Родился 11 августа 1901 года в городе Елец Орловской губернии. Русский.
Учился в Елецко-Павловской гимназии города Елец. В Красной армии — с марта 1918 года.

### Гражданская война
Участник Гражданской войны — в марте 1918 года поступил курсантом на 27-е Орловские пехотно-пулеметные командные курсы, по окончании которых в октябре этого же года был оставлен на них командиром взвода. В составе отдельной бригады курсантов участвовал в подавлении антисоветского восстания в городе Ливны, в боях с деникинскими войсками под Орлом и с войсками Врангеля. В июле 1922 года был направлен на Туркестанский фронт, где воевал в Восточной Бухаре против Ибрагим-бека командиром роты и батальона в 7-м Туркестанском стрелковом полку 3-й Туркестанской стрелковой дивизии.

### Межвоенное время
В ноябре 1924 года по причине заболевания малярией А. А. Волков был переведен в Западный военный округ, где служил командиром роты и батальона в 11-м стрелковом полку 4-й стрелковой дивизии (город Слуцк). С января 1929 года исполнял должность инструктора военной подготовки трудящихся в штабе Белорусского военного округа. С июля 1932 года служил командиром батальона, а с сентября 1936 — помощником командира 111-го стрелкового полка 37-й стрелковой дивизии (город Речица). В ноябре 1937 — сентябре 1938 годов проходил подготовку на курсах «Выстрел», после чего командовал 190-м стреловым полком 64-й стрелковой дивизии (город Смоленск). В сентябре 1939 года полковник А. А. Волков вступил в командование этой дивизией. Но уже 22 декабря 1939 года приказом НКО был отстранен от должности, снижен в воинском звании до майора и назначен командиром отдельного мотополка Калининского военного округа (город Великие Луки). С января 1940 года командовал батальоном курсантов, а с декабря этого же года исполнял должность начальника учебного отдела Лепельского пехотного училища.

### Великая Отечественная война
Участник Великой Отечественной войны с самого её начала. В августе 1941 года был назначен командиром 998-го стрелкового полка 286-й стрелковой дивизии, формировавшейся в городе Череповец. С ней убыл на Ленинградский фронт и в составе 54-й отдельной армии участвовал в Синявинской оборонительной операции, в других боях с немцами. Хорошо проявил себя как командир полка и с июля 1942 года командовал 220-м запасным стрелковым полком 8-й армии Волховского фронта. В сентябре этого же года был освобожден от командования и зачислен в распоряжение Военного совета фронта. В январе 1943 года подполковник А. А. Волков был назначен заместителем командира 265-й стрелковой дивизии 8-й армии и участвовал с ней в операции по прорыву блокады Ленинграда. В ходе этой 27 января 1943 года был назначен командиром 286-й стрелковой дивизии. В июле-августе 1943 года за недостаточно четкое руководство дивизией в ходе Мгинской операции, был отстранен от командования и понижен в должности, став командиром 994-го стрелкового полка этой же дивизии. 25 октября 1943 года полковник Волков вновь стал командиром, уже 374-й стрелковой дивизии, которая 18 января 1944 года вошла в состав 54-й армии Волховского фронта и участвовала в Ленинградско-Новгородской наступательной операции. Однако Волков вновь не справился с управлением дивизии, за что был отстранен от должности. 25 марта 1944 года его назначили заместителем командира 56-й стрелковой Пушкинской Краснознаменной дивизии, которая до июля этого же года вела боевые действия в составе 67-й армии Ленинградского и 3-го Прибалтийского фронтов, затем была передана в 54-ю армию и позже — в 67-ю армию, участвуя в боях в Прибалтике. С 16 октября 1944 года по февраль 1945 года Волков был командиром 56-й стрелковой дивизии. 19 февраля дивизия в составе 1-й ударной армии перешла в наступление, 22 февраля Волков был ранен и до конца войны находился на лечении в госпитале.

### После войны
В июне 1945 года Александр Александрович Волков, выйдя из госпиталя, был направлен в распоряжение Военного совета Приморской группы войск Дальневосточного фронта и в августе был допущен к командованию 335-й стрелковой дивизией 25-й армии. В ходе Советско-японской войны 1945 года дивизия под его командованием в составе 1-го Дальневосточного фронта участвовала во многих военных операциях. 25 сентября 1945 года полковник А. А. Волков был переведен на должность командира 386-й стрелковой дивизии Приморского военного округа, а 24 августа 1946 года — уволен в отставку по болезни.
Умер 8 сентября 1954 года в городе Муром Владимирской области. Жена — Нина Андреевна.
Похоронен на Напольном кладбище в Муроме.

## Награды

Список наград

- Награждён орденом Ленина, двумя орденами Красного Знамени, орденами Кутузова 2-й степени и Отечественной войны 1-й степени, а также медалями «XX лет Рабоче-Крестьянской Красной Армии», «За оборону Ленинграда», «За победу над Германией», «За победу над Японией».

## Источник
- Великая Отечественная. Комдивы : военный биографический словарь / [Д. А. Цапаев и др. ; под общ. ред. В. П. Горемыкина] ; М-во обороны Российской Федерации, Гл. упр. кадров, Гл. упр. по работе с личным составом, Ин-т военной истории Военной акад. Генерального штаба, Центральный архив. — М. : Кучково поле, 2014. — Т. III. Командиры стрелковых, горнострелковых дивизий, крымских, полярных, петрозаводских дивизий, дивизий ребольского направления, истребительных дивизий (Абакумов — Зюванов). — С. 494—496. — 1102 с. — 1000 экз. — ISBN 978-5-9950-0382-3.